# La Saussaye
La Saussaye è un comune francese di 1 966 abitanti situato nel dipartimento dell'Eure nella regione della Normandia.

## Società

### Evoluzione demografica
Abitanti censiti